# Петровка (Ключівський район)
Петро́вка (рос. Петровка) — село у складі Ключівського району Алтайського краю, Росія. Входить до складу Новополтавської сільської ради.

## Населення
Населення — 139 осіб (2010; 301 у 2002).
Національний склад (станом на 2002 рік):
- росіяни — 86 %